# Waal-Warmzeit
Die Waal-Warmzeit (auch Waal-Interglazial) (Zagwijn, 1960) war eine Warmzeit im nördlichen Europa, die von etwa 1,45 Mio. Jahren bis 1,20 Mio. Jahren andauerte. Damit liegt sie komplett im Altpleistozän und ist somit ein Teil des Känozoikums (Erdneuzeit). Der Name geht auf einen Hauptarm des Rheindeltas zurück, die Waal. Die Waal-Warmzeit könnte dem Donau-Günz-Interglazial des nördlichen Alpenvorlandes entsprechen.
Die Warmzeit liegt vollständig in der Matuyama-Epoche, in der das Erdmagnetfeld mit wenigen Ausnahmen anders gepolt war als heute: Der magnetische Nordpol (entspricht eigentlich magnetisch dem Süden) lag nahe dem geographischen Südpol.